# 保羅·基奧
保羅·奧利華·基奧·美奧（英語：Paul Olivier Ngue Mayo，1988年2月2日—），生於喀麥隆雅溫得，喀麥隆裔香港足球運動員，司職前鋒，於2016年2月5日在香港居住滿7年後成功領取香港特區護照，現時效力香港超級聯賽球會深水埗。

## 球員生涯
基奧生於喀麥隆雅溫得，於2007年在家鄉被球探賞識，引薦加盟香港球會飛馬簽約，但最終因教練問題而輾轉傑志，直到傑志於2009年推行西班牙化，令全部外援都不獲續約，而基奧被逼轉會到甲組升班馬球會大中。他於2011年年尾遠赴越甲球會同塔試腳，惜不獲留用。
經當時傑志助教鄭兆聰推薦下，基奧在2012年1月加盟乙組球會南區，並協助南區勇奪聯賽亞軍和升班資格。在2012/13球季季初，基奧在開季首4場皆有上陣機會，但由於南區因戰績不佳，位列榜末，球會管理層選擇從傑志借得外援前鋒卡里爾，以改善鋒力，故此從第5輪開始，基奧被貶為後備球員，甚少於聯賽上陣，此時他較常於預備組聯賽上陣。結果，基奧於2013年3月30日主場對標準流浪的聯賽中，後備入替被客隊門將梁興傑撞傷的南區首席前鋒卡里爾，並憑角球攻勢取得當季聯賽的首個入球。
在球季結束後，南區宣佈不參加新成立的港超聯，於是基奧轉會到乙組球會黃大仙，並協助黃大仙奪得聯賽亞軍，符合升級到港超聯資格。在球季完結後，基奧轉會到甲組球會駿其天旭，可謂其生涯高峰，為天旭在聯賽及盃賽合共取得41球，勇奪聯賽神射手和升班資格，不過天旭未有選擇升班上港超聯，反而借用前港超聯球會會籍，而基奧也隨原有班底加盟夢想駿其，儘管合約中的薪金大幅減少，但是當時卻是他成為香港永久居民的最後一年，所以他被逼繼續留在駿其，與此同時，他被教練要求由前鋒轉型翼鋒，在兼顧進攻及防守下，他在港超聯首季的入球數字卻大大回落，結果他於9月23日對冠忠南區的高級組銀牌8強，取得加盟後的首個入球，最終協助駿其以2–1勝出。
在2016年1月，基奧在香港居住滿7年後，可以本地球員身份註冊參加港超聯賽事。結果，基奧於1月4日與由鄭兆聰執教的冠忠南區簽約，並在4月2日對標準流浪的聯賽中，錄得加盟後首個入球，最終協助南區以3－2勝出。在加盟的南區第二個球季季初，基奧大部分時間以翼衛角色上陣，故他一直未能有好發揮，最終基奧於下半季表現有明顯改善，吸引到尚有亞援名額空餘的印尼超球會馬卡薩，於2017年1月作出羅致，但最終基奧因與南區尚有合約而告吹。
在2018年7月2日，冠忠南區宣佈基奧轉會到中甲球會新疆天山雪豹，能和前西班牙國腳雷耶斯組成前鋒組合。加盟後，基奧在不佔外援名額下，以內援身份在中國足協註冊。7月14日，對黑龍江火山鳴泉的聯賽正選上陣，結果新疆天山雪豹以2–2賽和對手。8月11日，基奧在主場對深圳市足球俱樂部時，在51分鐘接應傳中力壓敵衛頂入其首個中甲入球，但結果新疆天山雪豹足球俱樂部仍以1–4見負。
2022-23球季，基奧加盟香港超級聯賽球會港會。

## 國際賽生涯
在2016年1月，基奧在香港居住滿7年後，可以本地球員身份參加香港足球賽事。直到在2016年2月5日在香港入境處成功領取香港特區護照。在2016年5月23日，基奧首度獲香港代表隊徵召，出戰在緬甸仰光舉行的緬甸AYA銀行盃，結果他於6月3日對越南國家隊的初賽後備入替，首度代表香港隊於國際A級賽亮相，結果香港在法定時間被越南逼和2–2，最終基奧在互射12碼階段射門中柱，而香港都以3–4落敗。隨後，基奧再在對緬甸國家隊的季軍戰正選登場，直到並在下半場被換出，最終香港以0–3落敗。

## 國際賽事紀錄
| 上陣次數 | 時間           | 地點                    | 對手       | 比數             | 賽事性質                 | 入球(累計) |
| -------- | -------------- | ----------------------- | ---------- | ---------------- | ------------------------ | ---------- |
| 1        | 2016年6月3日   | 緬甸 吉諦瑜杜烏拿體育場 | 越南       | 2–2 (十二碼 3–4) | AYA銀行盃2016            | 0 (0)      |
| 2        | 2016年6月5日   | 緬甸 吉諦瑜杜烏拿體育場 | 緬甸       | 0–3              | AYA銀行盃2016            | 0 (0)      |
| 3        | 2017年6月7日   | 香港 旺角大球場         | 约旦       | 0–0              | 國際友誼賽               | 0 (0)      |
| 4        | 2017年6月13日  | 香港 香港大球場         |            | 1–1              | 2019年亞洲盃外圍賽第三輪 | 0 (0)      |
| 5        | 2018年10月11日 | 香港 旺角大球場         | 泰國       | 0-1              | 國際友誼賽               | 0 (0)      |
| 6        | 2018年10月16日 | 印尼 格羅拉蓬卡諾運動場 | 印度尼西亞 | 1–1              | 國際友誼賽               | 0 (0)      |
| 7        | 2018年11月11日 | 臺灣 臺北田徑場         | 中華臺北   | 2–1              | 東亞足球錦標賽第二圈     | 0 (0)      |
| 8        | 2018年11月13日 | 臺灣 臺北田徑場         |            | 0–0              | 東亞足球錦標賽第二圈     | 0 (0)      |

## 榮譽

### 球隊
冠忠南區
- 香港乙組足球聯賽亞軍（2011–12季度）

灝天黃大仙
- 香港乙組足球聯賽亞軍（2013–14季度）

駿其天旭
- 香港甲組聯賽冠軍（2014–15季度）

### 個人
- 香港甲組聯賽神射手（2014–15季度）